# 俄罗斯对维基百科的封锁

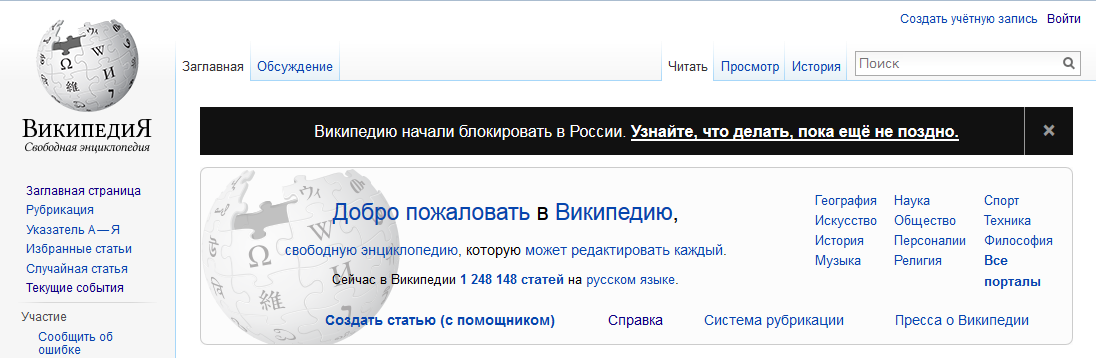
俄语维基百科的横幅，2015年8月24日和25日

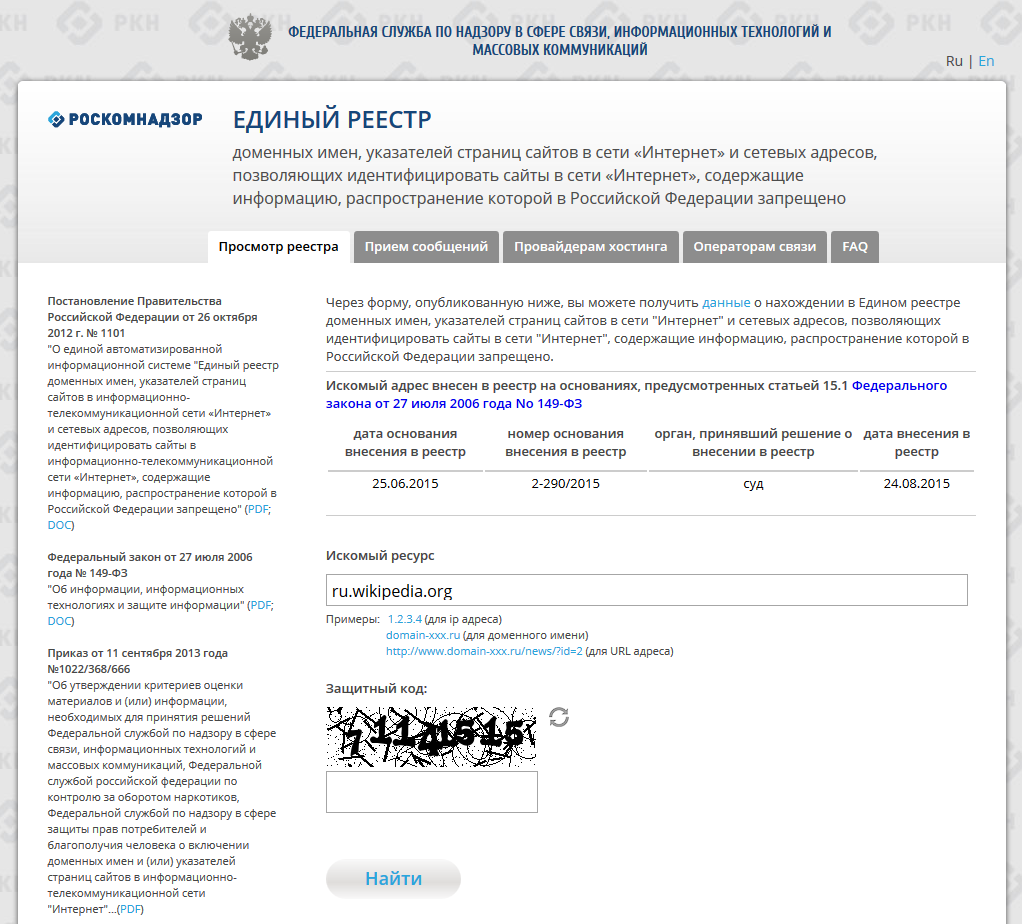
禁止网站统一登记表中的维基百科网站

2015年8月，俄罗斯当局曾短暂封锁维基百科。维基百科中一些条目被列入审查名单中。在2022年俄罗斯入侵乌克兰之后，俄罗斯政府又进一步威胁要封锁维基百科。

## 2022年
2022年3月1日，通信、信息技术和大众传媒监督局发信维基媒体基金会，要求删除俄语维基百科上一篇名为“2022年俄罗斯入侵乌克兰”的条目。监督局一度威胁要封锁维基百科，声称该条目包含“非法散布的（错误）信息”，指条目内提到了关于乌克兰平民伤亡等信息。
据《新报》报道，俄罗斯特别通讯局（联邦警卫局的一个部门）的雇员正试图通过编辑维基百科来宣传亲克里姆林宫的內容。
3月31日，俄罗斯联邦通信、信息技术和大众传媒监督局向维基媒体基金会发出威胁，若维基百科拒绝删除对俄罗斯人“产生误导”的与2022年俄罗斯入侵乌克兰的相关信息，将对维基媒体基金会处以高达400万卢布（约合49,000美元）的罚款。
6月，莫斯科一家法院以维基媒体基金会拒绝从俄语维基百科中删除包括「俄罗斯入侵乌克兰」、「俄罗斯入侵乌克兰期间的战争罪行」、「布恰事件」等條目為由对维基媒体基金会处以500万卢布的罚款。6月6日，维基媒体基金会提起上诉。

## 2023年
4月13日，莫斯科一家法院再次以维基媒体基金会拒绝删除有关俄罗斯入侵乌克兰的俄文條目而对該組織处以罚款。
4月27日，莫斯科一家法院要求维基媒体基金会繳納200万卢布罚款。這是自2023年以来，俄罗斯法院第七次要求维基媒体基金会繳納罚款。此次判罰理由是維基媒體基金會未能从维基百科上删除一篇與乌克兰战争 "机密军事信息 "有關的條目。不過俄罗斯数字事务部长表示該國暫無封锁维基百科的计划。

## 參见
- 帕维尔·佩尔尼科夫
- 皮埃爾敍奧特軍用無線電台
- 对维基媒体的审查和封锁
- 俄罗斯对Telegram的封锁